# بلانسی
بلانسی (به فرانسوی: Blancey) یک کمون در فرانسه با جمعیت ۷۱ نفر است که در Canton of Pouilly-en-Auxois واقع شده‌است.